# Stazione di Winterthur Hegi
La stazione di Winterthur Hegi (in tedesco Bahnhof Winterthur Hegi) è una stazione ferroviaria nel comune svizzero di Winterthur sulla linea San Gallo-Winterthur.

## Storia
La stazione fu attivata nel 2006.

## Strutture e impianti
La stazione dispone di due binari dotati di marciapiede per il servizio passeggeri. È dotata di moderne pensiline.

## Movimento
La stazione è servita da treni a cadenza semioraria sulla relazione Winterthur - Wil SG, con alcuni treni prolungati fino a Brugg AG (linee S12 e S35 della rete celere di Zurigo).

## Servizi
Nella stazione sono presenti:
- Biglietteria automatica[1]

Sono presenti parcheggi di interscambio per automobili e biciclette.

## Interscambi
- Fermata autobus